# Ko Sung-hee
Ko Sung-hee (Hangul: 고성희, Hanja: 高聖熙, RR: Go Seong-hui; 21 de junio de 1990-) es una actriz surcoreana.

## Biografía
Estudió en la Universidad Sungkyunkwan de donde se graduó en artes escénicas (actuación).

## Carrera
Es miembro de la agencia "MSTeam Entertainment". Previamente fue miembro de la agencia "Saram Entertainment".
Interpretó su primer papel protagónico en el drama histórico El guardián de la noche  (2014).
En 2018 protagonizó la serie Mother, con el papel de Ja-young, una joven madre que maltrata a su hija.
El 7 de febrero del 2020 se unió al elenco principal de la serie My Holo Love (también conocida como "Me Alone and You") donde interpretó a So Yeon, una mujer con una carrera exitosa que está a la vanguardia de las tendencias, pero encuentra dificultades para socializar debido a su incapacidad para reconocer caras.
El 17 de mayo del mismo año se unió al elenco principal de la serie Kingmaker: The Change of Destiny (también conocida como "Wind, Cloud, and Rain") donde dio vida a Lee Bong-ryun, una mujer con una belleza incomparable y cuyas misteriosas habilidades espirituales para leer el futuro de otras personas, se convierte en su ruina cuando se usa para promover la codicia humana, hasta el final de la serie el 26 de julio del mismo año.
En abril de 2021 se unió al reparto de la comedia romántica Happy New Year, con el personaje de una pianista de jazz.

## Filmografía

### Películas
| Año  | Título                           | Papel                        | Ref                         |
| ---- | -------------------------------- | ---------------------------- | --------------------------- |
| 2010 | A Good Night's Sleep for the Bad | Alumna de escuela secundaria | [ 10 ]                      |
| 2013 | An Ethics Lesson                 | Jin-ah                       | [ 11 ]                      |
| 2013 | Fasten Your Seatbelt             | Minamito                     | [ 12 ]                      |
| 2019 | Trade Yout Love                  | Park Hae-joo                 | [ 13 ]                      |
| 2021 | Happy New Year                   | Young-joo                    | [ 14 ] [ 15 ] [ 16 ] [ 17 ] |

### Series de televisión
| Año  | Título                                  | Rol                    | Red       | Ref           |
| ---- | --------------------------------------- | ---------------------- | --------- | ------------- |
| 2013 | Miss Korea                              | Kim Jae-hee            | MBC       | [ 18 ]        |
| 2014 | The Night Watchman's Journal            | Do-ha                  | MBC       |               |
| 2015 | SPY                                     | Lee Yoon-jin           | KBS2      | [ 19 ] [ 20 ] |
| 2015 | My Beautiful Bride                      | Yoon Joo-young         | OCN       | [ 21 ]        |
| 2016 | Don't Dare to Dream                     | Hong Soo-young (cameo) | SBS       | [ 22 ]        |
| 2017 | While You Were Sleeping                 | Shin Hee-min           | SBS       | [ 23 ]        |
| 2018 | Mother                                  | Ja-young               | tvN       | [ 4 ]         |
| 2018 | Suits                                   | Kim Ji-na              | KBS2      | [ 24 ]        |
| 2018 | Ms. Ma, Nemesis                         | Seo Eun-ji             | SBS       |               |
| 2020 | My Holo Love (Me Alone and You)         | Han So-yeon            | Netflix   | 12 episodios  |
| 2020 | Creador de Reyes: El cambio del destino | Lee Bong-ryun          | TV Chosun |               |

### Espectáculo de variedades
| Año  | Título                                   | Red     | Notas                 |
| ---- | ---------------------------------------- | ------- | --------------------- |
| 2019 | Law of the Jungle in the Chatham Islands | SBS     | (ep. 360-362) miembro |
| 2009 | Style Studio - Temporada 1               | Elle TV | presentadora          |

## Premios y nominaciones
| Año  | Premio                  | Categoría                                   | Nominación                          | Resultado | Ref.   |
| ---- | ----------------------- | ------------------------------------------- | ----------------------------------- | --------- | ------ |
| 2014 | 7 de Korea Drama Awards | Mejor Actriz Revelación                     | Miss Corea'                         | Nominada  |        |
| 2014 | MBC Drama Awards        | Mejor Actriz Revelación                     | Miss Corea, El guardián de la noche | Ganadora  | [ 26 ] |
| 2018 | 2nd Seoul Awards        | Mejor Actriz de Reparto Secundario en Drama | Mother y Suits                      | Nominada  | [ 27 ] |